# تاراگویلا
تاراگویلا (به اسپانیایی: Taraguilla) یک منطقهٔ مسکونی در اسپانیا است که در استان کادیس واقع شده‌است. تاراگویلا ۳٬۰۵۷ نفر جمعیت دارد.